# 513. vojaškoobveščevalna brigada (ZDA)
513. vojaškoobveščevalna brigada (izvirno angleško 513th Military Intelligence Brigade) je bila vojaškoobveščevalna brigada Kopenske vojske Združenih držav Amerike.